# Miami-Dade County
Miami-Dade County er et county beliggende i den sydligste del af den amerikanske delstat Florida. Hovedbyen i countiet er Miami. I 2014 havde countiet 2.662.874 indbyggere.
Miami-Dade er en del af Miami metropolitan area. 

## Geografi
Ifølge United States Census Bureau er Miami-Dades totale areal på 6.296 km², hvoraf de 1.380 km² er vand. 

### Grænsende counties
- Broward County – nord
- Monroe County – syd og vest
- Collier County – nordvest